# Georges Seurat

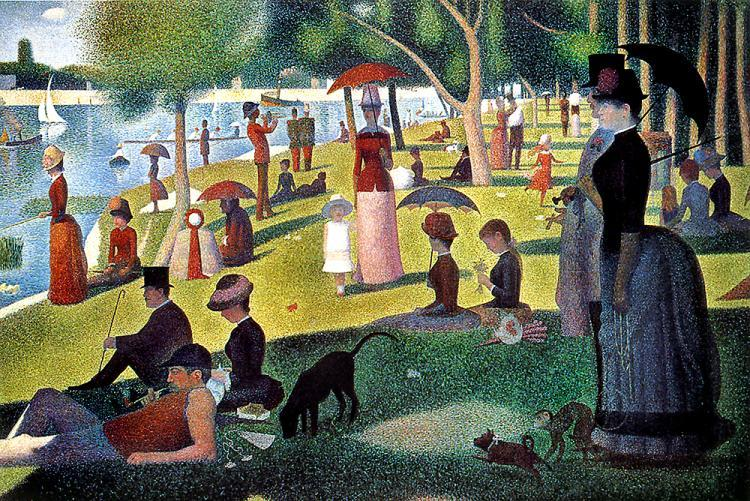
Niedzielne popołudnie na wyspie Grande Jatte 1884-86, Art Institute of Chicago

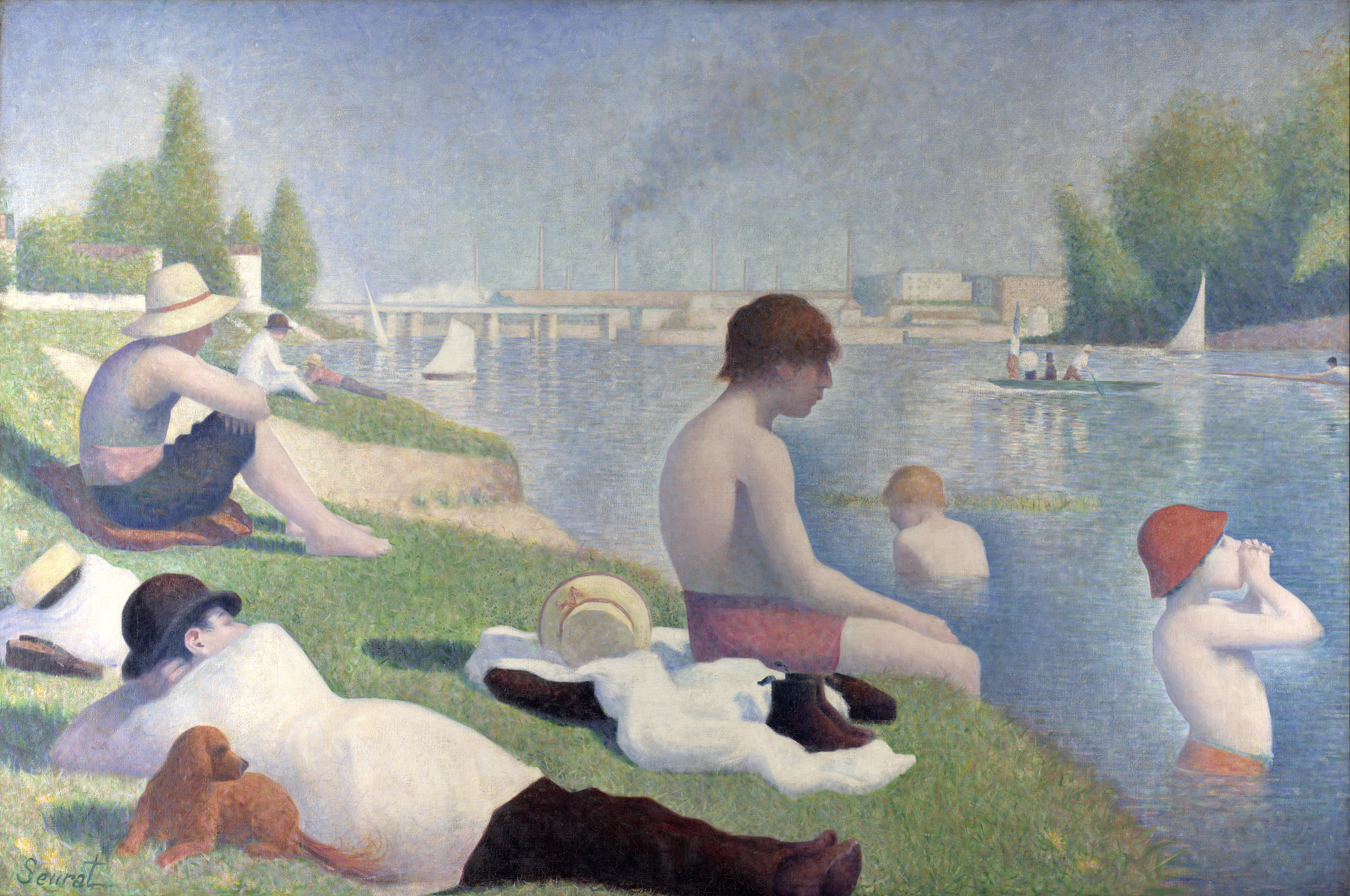
Kąpiel w Asnieres 1883-84, National Gallery w Londynie

Georges-Pierre Seurat (ur. 2 grudnia 1859 w Paryżu, zm. 29 marca 1891 tamże) – francuski malarz, przedstawiciel neoimpresjonizmu. Jego obraz Niedzielne popołudnie na wyspie Grande Jatte (1884–1886) stał się jednym z najważniejszych dzieł malarstwa XIX wieku.
Georges Seurat był twórcą pointylizmu – metody malowania polegającej na nakładaniu obok siebie drobnych plamek o czystych, nasyconych barwach, które, zlewając się w oku widza, dają efekt nieuchwytności światła. Swoją technikę, którą nazywał dywizjonizmem, oparł na podstawach optyki i chromatyki. Nie zdążył jednak rozwinąć swej teorii koloru, gdyż zmarł w wieku 31 lat, kilka lat po rozpoczęciu kariery malarskiej.

## Życiorys
Urodził się jako trzecie z czworga dzieci Ernestine Faivre, córki paryskiego jubilera i Chrysostoma Seurata, komornika sądowego w miejscowości Villete . Rodzice żyli dostatnio, więc nie miał problemów finansowych i mógł poświęcić się sztuce. Od najmłodszych lat interesował się rysunkiem. Do malowania zachęcał go wuj malarz amator, Paul Haumonté-Faivre, handlarz tekstyliami . W wieku 17 lat Seurat zapisał się do Miejskiej Szkoły Rzeźby i Rysunku.
Od 1875 roku uczęszczał na kurs rzeźbiarza Justina Lequiena. Oficjalnie wstąpił do Akademii Sztuk Pięknych w 1878 roku, gdzie studiował w klasie Henri Lehmanna, ucznia Ingresa. W szkolnej bibliotece Seurat odkrył książkę, która miała go inspirować do końca życia: „Esej o niewątpliwych znakach sztuki” Humberta de Superville, rytownika z Genewy („Essai sur les signes inconditionnels de l'art” wyd. 1827). W czasie studiów malarz spędził wiele czasu w bibliotekach i muzeach, studiując dzieła starych mistrzów.
W 1879 Seurat obejrzał Czwartą Wystawę Impresjonistów i był to prawdopodobnie punkt zwrotny w jego karierze artystycznej. Według relacji jego przyjaciół Seurat przeżył wtedy „głęboki i niespodziewany szok”. Pod koniec roku został powołany do wojska i wyjechał do jednostki w Breście. Po zakończeniu służby wojskowej wrócił do Paryża. Odszedł od propagowanego przez Akademię Sztuk Pięknych malarstwa akademickiego i wraz ze swym przyjacielem Amanem-Jeanem wynajął pracownię. Interesowali go malarze XIX w., studiował przede wszystkim dokonania impresjonistów. Bazując na pracy chemika M.E.Chevreula pod tytułem Prawo kontrastu symultanicznego kolorów, wyprowadził teorię zlewania się barw, która stała się podstawą jego innowacji malarskich którą nazywał dywizjonizmem, a co krytycy nazywali pointylizmem. W 1883 roku po raz pierwszy wystawił swoje obrazy na wystawie Salonu Niezależnych. Także w 1883 rozpoczął pracę nad swym pierwszym ważnym dziełem – Kąpielą w Asnières. Obraz został odrzucony przez Salon w 1884 i dlatego Seurat zaprezentował go na Wystawie Malarzy Niezależnych. Płótno wisiało w kącie przy barze, lecz zwróciło uwagę kilku krytyków, oraz zbudziło entuzjazm malarza Paula Signaca, który później przejął styl Seurata. W 1885 Seurat spędził lato w Grandcamp, małym porcie, gdzie namalował wiele obrazów przedstawiających morze. Jesienią spotkał Camille’a Pissarra, który przejął jego technikę. Na ostatniej wystawie impresjonistów Seurat wystawił swój najważniejszy i chyba najwspanialszy obraz – Niedzielne popołudnie na wyspie Grande Jatte. Krytycy, zaszokowani zgeometryzowanymi kształtami oraz mnogością małych, kolorowych plamek, bardzo źle przyjęli ten obraz. Chcąc zdyskredytować styl Seurata nazwali go „pointylizmem”, co oznacza „kropkowanie” lub „punktowanie”. We wrześniu 1886 krytyk sztuki Félix Fénéon, obrońca i przyjaciel Seurata, po raz pierwszy użył terminu metoda neo-impresjonistyczna.
Zainicjowany przez Seurata kierunek niewątpliwie wywodzi się z impresjonizmu, będąc jednocześnie jego radykalną odnową. Seurat stworzył malarstwo intelektualne, usystematyzowane, podporządkowane regułom i zasadom. Wokół Seurata zebrała się grupa malarzy, w tym Pissarro i Signac. Jego obrazy znalazły licznych zwolenników w Belgii, dlatego też w lutym 1887 w Brukseli wystawiono „Niedzielne popołudnie na wyspie Grande-Jatte” i kilka obrazów o tematyce morskiej. Na przełomie 1887 i 1888 Seurat odstąpił od kompozycji plenerowych i wyznaczył sobie nowe zadanie: zastosowanie swojej techniki do scen we wnętrzach. Powstały m.in. Modelki i Parada. Kolejnym ważnym obrazem Seurat był Pudrująca się kobieta. Za modelkę posłużyła mu młoda robotnica Madeleine Knoblock. Malarz miał z nią syna, który urodził się 16 lutego 1890. Ich związek był utrzymywany w ścisłej tajemnicy i dopiero po śmierci Seurata przyjaciele dowiedzieli się, że miał z nią syna.
26 marca 1891 artysta rozchorował się na dyfteryt i w trzy dni później zmarł. Został pochowany na cmentarzu Père-Lachaise . Dwa tygodnie po śmierci artysty jego dziecko zmarło na tę samą chorobę.
Pointylizm naśladowali tacy malarze, jak Pissarro, van Gogh, Gauguin czy Matisse.

## Wybrane dzieła
- Kąpiel w Asnieres (1883-84) olej na płótnie, 201 × 300 cm. National Gallery w Londynie
- Białe domy
- Plaża w Bas-Butin
- La Maria
- Latarnia morska w Honfleur
- Niedzielne popołudnie na wyspie Grande Jatte (1884-86)
- Le Pont de Courbevoie
- Latarnia morska w Honfleur (1886)
- Port-en-Bessin
- Widok Le Crotoy
- Cyrk, 1890–1891, olej na płótnie 185,5 × 152,5 cm Musée d’Orsay
- Modelki (1888)
- Parada
- Pudrująca się kobieta